# 吉村絵梨子
吉村 絵梨子（よしむら えりこ、 - ）は、日本の女優、歌手。日本コロムビアに所属していた。

## 出演作品

### テレビドラマ
- 快獣ブースカ 第4話「ブースカ月へ行く」（1966年） - かぐや姫 / 和服の女性（2役）
- 新吾十番勝負（1967年、TBS / 松竹テレビ室）- 朱実
- 愛妻くんこんばんは 第4話「離婚代理人」（1967年）
- ある日わたしは（1967年 - 1968年）
- お嫁さん 第3シリーズ 第10話（1967年）

### バラエティ
- ヤング720（1967年）

### 映画
- 一心太助 江戸っ子祭り（1967年） - お美代

## ディスコグラフィ
- 逢う時はいつも（1966年5月、日本コロムビア）[1]
- 花燃える（1966年11月、日本コロムビア：SAS-798）
- ゆび（1967年、日本コロムビア：SAS-875）
- 涙の真珠（1967年、日本コロムビア：SAS-925）　テレビ映画「暖流」挿入歌。＿cw 暖流（唄：島和彦、テレビ映画「暖流」主題歌）がＡ面。
- 逢えない夜は（1967年、日本コロムビア：SAS-935）